# 민중건강운동
민중건강운동(People's Health Movement)은 개발도상국의 풀뿌리 건강 활동가들과 시민사회단체, 학술단체들의 세계적  네트워크 형성을 목표로 하는 비영리단체이다. 민중건강운동은 현재 세계 70개국 이상의 국가에서 고유의 거버넌스 시스템을 가진 조직과 활동적인 개인들을 통하여 운영되고 있다. 대표적으로 남아시아의 인도, 방글라데시, 스리랑카와, 아프리카의 남아프리카공화국, 남미의 브라질, 에콰도르, 북중미의 미국, 캐나다, 엘살바도르, 니카라과, 과테말라, 태평양의 호주, 유럽의 이탈리아, 스위스, 영국, 그리스 등에 지부를 가지고 있다. 민중건강운동은 알마아타 선언에 명시된 일차보건의료(PHC)를 이룩하는 것을 목표로 하고 있다.